# 本多成重
本多 成重（ほんだ なりしげ）は、安土桃山時代から江戸時代初期にかけての武将、大名。越前丸岡藩の初代藩主。徳川氏の家臣。本多重次の長男。

## 生涯
元亀3年（1572年）、徳川氏の家臣・本多重次の長男として誕生。幼名は仙千代で、父・重次が天正3年（1575年）の長篠の戦いの陣中から妻に宛てた手紙として知られる、「一筆啓上 火の用心 お仙泣かすな 馬肥やせ」のお仙である。
徳川氏に仕え、慶長7年（1602年）に近江国蒲生郡内2000石を加増され5000石をとなる。慶長18年（1613年）に松平忠直の付家老となり、丸岡4万石を領して従兄弟の本多富正と共に若年の忠直を補佐した。大坂の陣では武功を挙げた。慶長20年（1615年）閏6月19日、従五位下飛騨守に任じられる。
元和9年（1623年）2月に忠直が改易になった際には一旦江戸幕府に召し返され、寛永元年（1624年）には越前丸岡4万6300石の譜代大名に取り立てられた。藩政の基礎を固めるために城下町の建設や治水工事などにも尽力した。正保3年（1646年）5月19日に隠居し、跡を長男の重能が継いだ。なお、次男は長男に分知3000石、三男は別途3000石で旗本となり、四男は松平忠昌の家老となっている。
正保4年（1647年）6月23日、76歳で死去した。

## 登場する作品
- 葵 徳川三代 （2000年、NHK大河ドラマ、演 : 不破万作）